# うちのトコでは
『うちのトコでは』は、もぐらによる日本の漫画作品。略称は「うちトコ」。県民性を題材とした漫画。著者のサイト内で描かれている『四国四兄弟』が始まり。単行本は飛鳥新社から出版された。
本項では基となったwebコミック『四国四兄弟』、本書に登場するキャラクターを使用した同じ作者によって描かれた書籍『見とこ、行っとこ、トコトコシリーズ』および『あるある兵庫五国』についても扱う。

## 内容
各都道府県を、県民性や歴史に合わせて擬人化している。本作の基になった『四国四兄弟』は、元々四国四県を擬人化した漫画であったが、その後他都道府県からの擬人化の要望が多く出たことから、47都道府県全てが擬人化して登場することとなった。
原則として1都道府県につき1人であるが、兵庫県はその成り立ちから地域ごとの地理・歴史・文化の違いが大きいため5人に、また岐阜県も兵庫以上に地域による県民性の差が激しいため複数に分割されている。いずれも基本的にイメージ先行のフィクションである。兵庫県が5人に分割されているのは、作者は徳島と繋がりが深い淡路を独立したキャラとして登場させたいことと、作者の在住地である松山市で『松山義士祭』が行われている故に身近なイメージがあるためと語っている。
サイトで掲載されていた4コマ漫画、短編漫画、イラスト等が多く掲載されているが、一部手直しが加えられている（描き下ろし作品もあり）。1巻の各都道府県紹介の漫画は全てオリジナルである。なお、サイトで掲載されていたもののうち本書籍の掲載から外れた漫画については、作者の趣味的な内容の漫画が多く、県民性と全く無関係な内容も見られる（但し第3巻以降は前述の漫画の掲載も多くなっている。第4巻以降に至っては対象となった原作の数が少ないためか、ほぼ全ての漫画が書籍に収録されている）。また、落書き漫画41～60および189以降に掲載されたものは、ほとんど単行本未収録となっている。
第5巻にて、タイトルロゴが改められた。

### 長編・中編漫画

#### 本書籍に収録
各巻には上記の漫画のほか、中編（「夢の架け橋」のみ前後編の長編）の漫画が掲載されている。基本的に書籍の最後に掲載されているが、第4巻の「夜空に願いを」と6巻の「あの金で何を買ったか」は県民性マンガの途中に挟まれる形で掲載されている（「地方病とのたたかい」と「みんなで"がん"を考えよう!」は従来通り巻末に掲載）。
第1巻の「夢の架け橋」は、本書籍発売前にサイト内にて掲載されていた漫画に一部加筆、修正を加えて収録されたものであるが、第2巻以降の作品は全て本書籍のための描き下ろしである。いずれも物語の性質上として端折られたり極端に脚色されたりする部分が存在するため事実に忠実とも言い難い箇所もわずかながらにある。また「夢の架け橋」については前述の他に、収録時に無理にページを追加したり、サイトで掲載する際にきちんと前の内容を確認していなかったりしたため、ストーリーの進行上不自然な点も発生している。
夢の架け橋
収録巻 - 第1巻
テーマ - 本州四国連絡橋（日米貿易摩擦、阪神・淡路大震災）
主人公 - 神戸（日米貿易摩擦の箇所のみ東京と愛知）
主要サブキャラクター - 淡路・徳島・高知・岡山・香川・愛媛・広島・東京
瀬戸大橋やしまなみ海道を含む本州四国連絡橋の建設過程を、神戸による明石海峡大橋の立案から開通までの歴史を主軸に描いている。前編と後編に分かれており、後編には途中で東京と愛知が中心となる日米貿易摩擦に関する複数の4コマによるエピソードおよび開通直前に発生した阪神・淡路大震災に関するエピソードが挿入されている。また、この漫画で登場する東京（主に政府として描かれる）は、他作品に比べ地方に対する冷淡さ・無関心さが強調されている。
おいでよ、よさこい!!
収録巻 - 第2巻
テーマ - よさこい、YOSAKOIソーラン
主人公 - 高知
主要サブキャラクター - 北海道、徳島
高知のよさこいが、北海道のYOSAKOIソーラン以降YOSAKOIとして全国展開されていく様子とそのことに対する高知の葛藤を描いている。本編の合間におまけ4コマ漫画が4本挿入されている。
受け継いでいく宝
収録巻 - 第3巻
テーマ - 世界遺産、石見銀山
主人公 - 島根
主要サブキャラクター - 中国寄合会の面々と福岡、東京、島根県民の女性
島根の石見銀山が世界遺産に登録されるまでの過程を、島根と県民の女性とのドラマを交えて描いている。
夜空に願いを
収録巻 - 第4巻
テーマ - 大曲花火大会
主人公 - 秋田
主要サブキャラクター - 東京、茨城
秋田の大曲花火大会の発展の過程を描いている。
地方病とのたたかい
収録巻 - 第4巻
テーマ - 地方病
主人公 - 山梨
主要サブキャラクター - 広島・岡山・福岡・佐賀
明治以前から複数の地方で流行していた地方病の原因究明からそれを克服するまでの過程を山梨を中心として描いている。
青い目の人形
収録巻 - 第5巻
テーマ - 青い目の人形、答礼人形
主人公 - 特に設定なし
主要サブキャラクター - 特に設定なし
昭和時代初期にアメリカから日本に贈られた青い目の人形と、返礼の為に贈られた答礼人形に関わる物語。
あの金で何を買ったか
収録巻 - 第6巻
テーマ - ふるさと創生一億円事業
主人公 - 特に設定なし
主要サブキャラクター - 特に設定なし
ふるさと創生一億円事業で各自治体に配られた1億円の使い道とその顛末が描かれる。これまでの作品と違い物語の要素が少なく各自治体の取り組みを紹介する形式となっている。
みんなで"がん"を考えよう!
収録巻 - 第6巻
テーマ - 全国がん登録
主人公 - 特に設定なし
主要サブキャラクター - 特に設定なし
各都道府県のガンの罹患率と死亡率から、各々の現状を把握し対策を話し合う場面が描かれる。「あの金で何を買ったか」と同様物語の要素が少なく各都道府県の罹患率と死亡率を紹介する形式となっている。
なお、2巻では作者がよさこいと共に四国の狸伝説を候補に挙げていたが、編集者によってよさこい1本に絞られている。また、5巻では編集者からエルトゥールル号遭難事件に関するエピソードを提案されたが、和歌山が都道府県のメインになるだけで主役はトルコになってしまうため、頓挫している。

#### サイトのみ掲載
サイトに掲載されている長編〜中編の漫画は幕末など歴史的な事柄を扱ったものが多いが、2014年以降に新規掲載されている長編は後述の正月漫画のみとなっている。
毎年年末から翌年の春～夏頃にかけて全キャラが登場する正月漫画が集中掲載される。概要は以下の通り。なお、近年は長大化する傾向にあり、内容自体も正月とは無関係なものとなってきている。2022年と2024年は前年の分が長期化し過ぎた影響もあり、中止となった。
| 年代   | 主人公        | 幹事   | 概要 |
| ------ | ------------- | ------ | --- |
| 2009年 | 四国四兄弟    | 東京   | 四国四兄弟が新年会で着ていく衣装を相談するというもの。四国以外の誰に相談すれば良いかサイトでアンケートを実施し、結果を漫画に反映させる形式が取られた。 |
| 2010年 | 東京          | 東京   | 東京が女性の温泉シーンを見たいという事で、福井の提案により水着を着ての温泉パーティを企画した。実は福井が男子勢に水着を高値で売りつけるための罠であり、企画会議に参加した男子勢の多くは混乱することになった。またこの年は「水着姿が恥ずかしい」「不況なのに温泉で遊ぶのは申し訳ない」などの理由で参加しないメンバーが一番多かった。                                                                         |
| 2011年 | 東京          | 愛媛   | 当初は東京が幹事の予定であったが、愛媛が暴走しそのまま愛媛が幹事に。クリスマスパーティで東京を喜ばせる計画を立てるも肝心の東京が外国へ出張に行ってしまったため、各道府県が協力し合って東京の仕事を代行して（奪って）新年会へと誘導していく。東京の仕事中毒の一面が強調されている。 |
| 2012年 | 大阪          | 大阪   | 大阪が東京に仕返しをする目的で、三重の発案により各都道府県から材料を各自の都道府県産に限定した持ち寄りの料理を提供する内容を企画した（東京都はカロリーベース計算で食料自給率が1％。なお大阪府は2％）。 |
| 2013年 | 鹿児島        | 愛知   | 鹿児島を「シンデレラ」（灰かぶり）にしたシンデレラのパロディとなっている。新年会は仮装しての産業フェアであった。 |
| 2014年 | ※特に設定なし | 福岡   | 逃走中を元ネタとした鬼ごっこを開催。長崎が進行担当、それ以外の九州勢（幹事の福岡も含む）が鬼、北海道と沖縄が審判、三重を含む中部勢がゲーム内イベントのスタッフ、それ以外はプレイヤーという構成で進められた。最終的に関東チームが優勝したが、解釈によってはどこのチームも優勝となることが判明したため、京都の提案で全チーム優勝扱いとなった。                                                               |
| 2015年 | 東京          | 神奈川 | 前年で幹事になると予告していた東京に代わる形で神奈川が幹事を担当。座布団を景品としたクイズ大会を開催し、近畿チームと九州・沖縄チームが優勝した。 |
| 2016年 | ※特に設定なし | 宮城   | 宮城を中心とした東北勢6人が、各都道府県に食材を持ち寄ってもらう闇鍋パーティを企画。閲覧者による投票を反映させる形で闇鍋のグループ分けが行われた。同時に次の新年会の幹事の立候補者を決めるイベント（闇鍋に入っている真珠（三重が持参）を引いた人が当たり）も描かれ、その結果次回の幹事は広島に決まった。 |
| 2017年 | ※特に設定なし | 広島   | 参加者が探偵となって会場（惨劇の館）で起きる連続殺人事件（中四国地方のメンバーによる芝居）の犯人を探し当てる推理イベントを実施した。最後は医者役（先妻の子役の変装）の山口が犯人であると判明するが、無医地区が全国一多い故に医者を求めていた北海道が山口を連れ去ったため、バッドエンド（？）扱いとなった。                                                                                                 |
| 2018年 | ※特に設定なし | 沖縄   | 沖縄が、各都道府県にお酒を持ち寄ってもらう宴会を企画。しかし、酒好きの県（東北勢など）が大量の酒を送ってきたため沖縄だけでは対処できず、見かねた九州勢がスタッフとして沖縄の手伝い（酒の管理等）を担当した。 |
| 2019年 | ※特に設定なし | 石川   | 各都道府県が持ち寄った地元の品でのプレゼント交換会を企画。ただし、石川が予算で無茶なこと（100万円くらいで上限無し）を言ったため、富山と福井によりプレゼントは市販品で金額は3,000円以内とされた。当日は富山と福井が接客を担当し石川が抽選会の司会をする予定だったが、遅れた宮城を迎えに行った石川が雪で戻れなくなりそれを富山と新潟が助けに行ったため、石川が戻ってくるまでは福井が抽選会の司会を担当した。 |
| 2020年 | ※特に設定なし | 長野   | 各都道府県から持ち寄りの海産物料理を提供する内容を、幹事の長野が一方的に企画したが、新潟の「新年会で良い食材を出すとなると他地域と食材が被る恐れがある」という意見を受けて、地域別対抗海産物限定料理大会に変更した。チームは「日本海」「太平洋」「瀬戸内海」「内陸」の4つに分けられ、審査・司会進行は北海道と沖縄が担当することになった。                                                                  |
| 2021年 | ※特に設定なし | 徳島   | バーチャル空間内で自分以外のキャラを全員倒し、最後まで残ったキャラが優勝するというゲームを実施（徳島が開発したゲームのモニターも兼ねていた）。しかし沖縄の全国一高い合計特殊出生率がレベルアップによる成長率として換算されたことで、後半から沖縄の一方的な試合となり、そのまま沖縄が優勝した。正月漫画では二番目にページ数が多く（323頁）、12月31日で完結と、丸1年かけての連載となった。                   |
| 2023年 | ※特に設定なし | 新潟   | 前回に引き続きネット上での新年会となり、各都道府県対抗の人狼ゲームを開催。はじめに「北海道・東北」「関東」「中部」「近畿」「中国・四国」「九州・沖縄」と6つの地域に分かれてゲームを行い、勝ってかつ生き残った都道府県で全国大会（決勝）を行う方式で進められる。結果、奈良と沖縄が優勝した。正月漫画では最もページ数が多く（346頁）、12月22日完結と、2021年に次ぐ超長期連載となった。                       |
| 2025年 | ※特に設定なし | 神戸   | 6年（回数では3回）ぶりに全員集合型式の新年会となった。テーマは「おかず」と「おやつ」の基準の論議である。 |

長編以外でのサイトの定期掲載ネタとして、毎年4月1日のエイプリルフールのウソ企画ネタ、ハロウィン時期の淡路が各都道府県からお菓子を貰うために各地を巡るネタなども掲載される（書籍化されたのは2011年掲載分（第3巻収録）および2016年掲載分（第6巻収録））。これらは一定期間掲載後過去の季節モノのリンクにまとめられる。

## キャラクター
- 補填のために、一部サイト内の漫画内容も含めて紹介。
- 主に登場するキャラクターは51人（岐阜・兵庫以外の45都道府県に1人ずつ+兵庫県5人）+α（岐阜）。
- 年齢や身長などの設定は本書内でのキャラとしての外見、精神年齢であり、実年齢ではない[12]。
- 各キャラの性別については、サイト内のキャラ紹介で「性別はご想像にお任せします。」とされている（ただし、漫画の中で性別が表記される場合もある）為、本記事でもそれに則りキャラの説明上必要な場合を除き記載しない事とする。
- 「旧名」は主に歴史長編シリーズにおける主な配役および第6巻のオープニングマンガ・人国記で掲載されたもので、旧国名や置かれていた藩名が元になっている。このため旧名が複数ある場合もある他、逆に同じ旧名が複数の県にまたがるケースもある。
- 各キャラの体重は、面積で表現されている。第4巻のキャラ紹介で掲載された好きな花、好きな鳥などは、各県の県花、県木などとなっている。
- 作中で登場するキャラは都道府県の代表でもあるので、公務員として仕事をこなしている場合も多く、各地域ごとに（話によっては別の地域のキャラも参加して）会議を行うシーンや、地元の都道府県民から要望や文句を言われるシーンもある。また、医師も兼務している徳島や、女子高生でもある新潟のようなケースもある。
- 各都道府県の性格並びに関係はあくまで本書内（各県民性を最大公約数として抽出しステレオタイプで強調）のものであり、実際の県民性（特に地域ごとの県民性）と異なる場合がある。
- 基本的に各都道府県どうしの仲は良好である。但しネタ的に関東VS近畿、岡山VS広島、福岡VS熊本の場合など、喧嘩となることもある。

### 北海道
北海道
22歳。身長180cm。
おおらかな性格でおっとりしていて合理的、過去の因習にこだわらない開放性を持つ。自由で前向きで人懐っこく素直な性格だが鈍感でサービス精神が低く、お人よしで意外に天然ボケ体質。普段は厚手のセーターを着ているが、夏季などTシャツを着用する場合は｢北の変人｣または「白い変人」というTシャツを着る。ほぼ亜寒帯なため冬場のエコや省エネには関心が薄い。面積が広いせいか距離感覚では東京と大阪の間が近く感じる程。沖縄、青森、高知と仲が良い。基本的に他人を呼ぶときは、男性には「くん」付け、女性には「ちゃん」付けで呼ぶが、特に仲の良い青森、高知は呼び捨てで呼ぶ。北海道以外の本州等を「内地」と呼ぶ。イモといえばジャガイモ。「おいでよ、よさこい!!」では準主人公。なお他の都府県との陸上での境界を持たないため都府県の境界を見つけると興奮することがある。

### 東北家族（東北地方）
東北地方の旧名については、青森、岩手、宮城、福島を一括りにして「陸奥」、秋田、山形を一括りにして「出羽」と呼ぶ場合もある。
青森県
18歳。身長175cm。旧名は「津軽」「陸奥」。
極度の人見知りで照れ屋だが、東北・北海道のグループやその知り合いの前では陽気な性格で振舞ったり怒ったりする。じょっぱり（強情っぱり）で頑固者。霊感少年。イモといえばナガイモ。芋煮の材料のサトイモの栽培限界が青森より南である関係で東北の芋煮会の話題に加われないという悩みを持っている。雪国故に1メートル以上積もらなければ雪ではないと考えている。
「みんなで"がん"を考えよう!」ではガンの死亡率が男女共にワースト1位だったため、宮城に激しく責められたとともに笹かまぼこによるツッコミを受けた。
岩手県
26歳。身長176cm。旧名は「陸奥」。
知的で真面目で寡黙。いつも本を読んでいる。論理感や道徳心が強い。自己主張はしないが、空気を読む能力が高い。東北のまとめ役。
宮城県
18歳。身長174cm。旧名は「仙台藩（仙台県）」「伊達」「陸奥」。
東北の中では個人主義（他の都道府県に比べるとそうでもない）。東北一をプライドにしているが、意外に気弱な面もあり。社交的で派手好きで目立ちたがり屋。芋煮の肉は豚肉派。以前は肩に猫（田代島）を乗せていたが、現在は乗せていないことがほとんどである。プロ野球が地元に設立された際は「ライブドアが先に声をかけてくれたから」という理由でライブドアの申請を支持していたが、現在は最終的に決定した楽天にすっかり馴染んでいる。「交通の要」である事に自信を持っているため自身が通過点にされても気にしていない。自身が雪国だとは思っていないが、雪国以外の場所での大雪を見ると妙な焦りを見せる面もある。茨城に対しては、自分の名前の「城」を「ぎ」と読む事から、茨城（いばらき）が「いばらぎ」と読み間違われるのは自分のせいかもと罪悪感を抱いている。
秋田県
17歳。身長166cm。旧名は「久保田」「出羽」。
安定を求める保守派で大人しく控え目で不器用。テンションが直ぐ高くなるが、一人になるとすぐ下がる。軽い鬱気味。比較的享楽的で浪費家。色白で大和撫子の美少女（本作で一番髪と肌が美しい）だがかなりの酒豪。そのため、飲み会になるとアルコールが苦手な東海（特に三重）から避けられることがある。福岡と長崎をもてなそうとするも、福岡が話し上手で長崎が聞き上手のため逆にもてなされてしまう。バスケットボールが得意。本気で怒るとナマハゲのお面を付ける。きりたんぽといえば醤油味で、それ以外は邪道だと思っている。自力で雪を降らせる事ができる。茨城とは佐竹氏繋がりで、高知とは酒豪繋がりで友人。「夜空に願いを」では主人公。
山形県
17歳。身長165cm。旧名は「庄内」「出羽」。
勤勉で我慢強い。敬虔で情が細やかで手先が器用。外見は寡黙で薄幸の美少女タイプだが、明るくかなりのお人好しで面倒見が良い。イモといえばサトイモで、それを使った芋煮が好きだが入れる肉は宮城と異なり牛肉派（庄内地方のみ豚肉）。けっこう酒豪（外食における酒類の消費量が高知、長野に次いで全国3位）。モンテディオ山形の関連名物「炎のカリーパン」に、みかん（愛媛）やもみじ饅頭（広島）・生八ツ橋（京都）・イナゴ（東京）などが入ったものも出してしまう等、ドジ（？）な一面もある。（普段はシュウマイ（神奈川）、神戸ビーフ（神戸）、納豆（茨城）、牛タン（宮城）などが入っている）。秋田と同様自力で雪を降らせる事ができる。
福島県
18歳。身長172cm。旧名は「会津（会津藩）」「若松県」「二本松県」「平県（磐前県）」「陸奥」。
忠義と人情に厚く正義感が強い。頑固一徹でもある。基本は控えめだが、本気で怒ると武士人格が降臨し、性格が180度反転する。軽い感じの人とは合わない。性格上近畿の面々とはノリが合わず、特に大阪とはお互い誤解ばかりでうまくコミュニケーションがとれないため嫌われていると思い込んでいるが、大阪のことを嫌ってはいない。クソ真面目な性格で、ある意味日本の良心。（合唱が盛んなことから）歌がうまい。戊辰戦争の影響から山口とは仲が悪い描写がある。納豆の消費量が日本一で茨城が西日本が消費量が低いことを嘆いていたところを慰めていたことがあった。

### 関東七ヶ国協議会（関東地方）
普段東京以外の関東勢は東京に文句ばかり言う（但し栃木は中立、埼玉は東京寄り）が、対近畿勢相手（東京VS京都）では団結して東京をかばう。但し京都の威圧には弱い節もあり、近畿勢が関東勢に対して女装を強要した時は、理不尽さと怒りのあまり武装蜂起したが、京都の一言（不気味な微笑みで「関東武士？東夷がどないしやはったん うちは京都どすえ」）に屈服して泣く泣く女装した経緯もある（単行本未掲載）。
茨城県
20歳。身長168cm。旧名は「常陸」。
理系人間。いつも白衣を着ている。性格は「茨城の三ぽい」（怒りっぽい・忘れっぽい・飽きっぽい）と「水戸の三ぽい」（骨っぽい・理屈っぽい・怒りっぽい）の比喩で表現される通り、怒りっぽく、冷静になりにくい。本気で怒ると何故か泣き出す。純情で素朴で正義感が強い。短気だが根に持つ事はない。秋田とは佐竹氏つながりで友人。福島は納豆の消費量が日本一なので仲はいい。千葉とは良い喧嘩友達。東京を叱り飛ばす事に定評がある。県名の読みは「いばらき」であるため「いばらぎ」と呼ばれると怒る。しかし茨城の発音の問題上、本人が｢いばらき｣のつもりで言っても｢えばらぎ｣に聞こえる。また、大阪府の「茨木（こちらも読みは「いばらき」）」と間違えられたりしても怒る。なお、千葉（ちば）、茨城（いばらき）、栃木（とちぎ）を一括りにして『ちばらぎ』と呼ぶことは認めている。茨を城の石垣の如く幾重にも張り巡らせて自らを守護する鞭「茨城剣（いばらきけん）」を持つ他、筑波研究学園都市が変形合体した巨大ロボットも所持している。サツマイモを原材料とした干し芋が名産品で、自身を干し芋県と自称するほど強いプライドを持っているが、埼玉がサツマイモ県と自称することは認めている。「夜空に願いを」では主要サブキャラとして登場する。
栃木県
15歳。身長158cm。旧名は「下野」。
穏やかであまり怒らない。が、本人いわく怒るととても恐いらしい。淡々としている面もあるが、協調性が高い。但し「人の上につく事」も「人の下につく事」も嫌うマイペースな一面もあり。杉花粉症だが日光杉並木は絶対切らない。過去の歴史から（小山市周辺では）七夕行事をしない。
群馬県
16歳。身長160cm。旧名は「上野」。
荒い気質。短気で感情的になりやすい。大声で早口で常に怒っている印象を受けるが、本気で怒ると無口になる。新し物好き。「かかあ天下」で女には弱い（かかあ天下とはうちの女房は日本一という意味）。ギャンブル好き。普段から慣れているため、強風に対する恐怖心はほとんどない。栃木とは仲良し。
埼玉県
14歳。身長152cm。旧名は「武蔵」。
東京に強い憧れを抱いている。マイペースでノンビリ温厚な性格。普段はとても穏やかで優しいが、怒ると普段とのギャップゆえにかなり怖い。自らを「ごく普通の日本人」だと思っている。豊かさ指数が最下位である事にコンプレックスを抱いており、1位の福井をねたんでいる。北関東のトップや関東のナンバー2を狙う節もある。ファッションに関しては「しま●らがあるから大丈夫」とコメントしている。自らを「芋県」もしくは「サツマイモ県」と自称しているが、干し芋県は茨城に、芋焼酎県は鹿児島にそれぞれ譲っている。基本的に敬語口調で他人を「さん」付けで呼ぶが、栃木や群馬、千葉、福島、長野に対してはタメ口で名前も呼び捨てで呼んでおり、特に千葉に対しては冷たく接している。神奈川ほどでは無いが、無意識に褒め言葉を発言し他人を困惑させる事もある。
千葉県
23歳。身長175cm。旧名は「安房」「上総」「下総」。
信仰心に乏しく、普段は明るくておおらかでお気楽でマイペースだが、本気の悪口には沸点が低く怒ると我慢せずすぐに実力行使に出るという、謎の思考回路を持つ。したたかだが流されやすい。徳島・和歌山とは親戚（弟分）らしい。埼玉や茨城にライバル心があるが、茨城とは基本的に仲良しである。二十世紀梨繋がりで鳥取を弟扱いしている。とにかく頭に「東京」と名のつく夢とネズミの国をアピールしたがるが、該当シーンには必ずモザイクがかかりキャラクターには目隠線が入る。それ故に埼玉や神奈川から「千葉にあるくせに東京ディズニーランド」と馬鹿にされることもある。千葉も一度「よみうりランドは神奈川県川崎市にあるのに住所は東京都稲城市矢野口となっている」と反論したが、逆に神奈川から「本社ビルや事務所が東京都稲城市にあるから住所は東京になっている」「成田空港も完全に千葉県の所属なのに正式名称が新東京国際空港だった」（成田国際空港に改名したのは2004年）と反論されてしまった。
東京都
22歳。身長168cm。旧名は「江戸」「武蔵」。
ドライな性格。一日中働いているので、いつも過労状態。たまに暴走する。仕事の目処がつくと分裂して関東各県に帰宅する。しかし本体は帰れず仕事を続ける。めったに怒らないがキレると江戸弁。基本的に他の道府県に対して興味は薄く、それが故に「九州には9人いる」「新潟は東北」など間違った思い込みをする事もある。北関東3県に関しても関東だという意識が薄い。治水や電力など弱点が多くて振り回されやすい。過去近畿勢に絡まれた（他の関東勢は逃亡）経験から、二次元オタク・萌え好きになっている。女性好きでもあり、彼にとって京都は憧れと萌えであるが、同時に多大なる恐怖の対象でもある（一対一では東京に勝算はない）。
描き下ろしの長～中編漫画を中心に国や政府機関として描かれる事も多く、自分が首都や日本のリーダー、さらには新年会の幹事でないと納得しないという節も見られる。また、「夢の架け橋」では血税を使いたく無いという理由と貿易を優先したいという理由で本州四国連絡橋の建設に消極的な姿勢を見せる。
江戸時代から昭和時代初期までは、現在と異なり江戸っ子気質。当時から気苦労も多かったが強気な性格だった（但し江戸時代初期はかなりの泣き虫）。また、江戸時代の物語では幕府として描かれる事が多かった。
また、ごく稀に女性姿で登場する事もある。
なお元々住んでいたアパートは1980年頃（2011年正月漫画時点での30年前）に家賃を払ったのを最後に全く払わなかったため今は取り壊されてマンションになっているため、現在は東京の仕事場が自宅を兼ねている模様。
神奈川県
23歳。身長172cm。旧名は｢相模｣。
プライドが高く、社交的で開放的だが、個人主義者。美形でナルシスト気味、ファッションセンスや観光地の充実度などいろいろと万能だが寂しがり。東京の事を嫌ってはいるが、内心気にしている。神戸とは友好的だが、うわべだけの付き合い。静岡のことは「しず」と呼ぶほど心底友好的で、山梨にも親近感を持ち、これら2県と「SKY広域圏」を結成している。自身と接していない道府県にはあまり興味が無く、当初は福島など一部のキャラについては誰なのかすら覚えていない事もあった。北関東3県に関しても東京と同様に関東という意識が薄くむしろ東北だとも思っている。但し千葉に関しては東京湾アクアライン繋がりで度々絡んでおり、東京ディズニーランドをねだる事もある。怒るとネチネチと愚痴を言う。伊豆半島や山中湖、町田は自分のものだと思っている節がある。時々恥ずかしい暴走をして静岡に「昇竜拳」をくらう。褒め言葉など明らかに客観的に恥ずかしい言動で他人を困惑させる事も多いが、本人に自覚は無い。静岡から「カナちゃん」と呼ばれることも多いが、本人はその名前で呼ばれるのを嫌がっている。

### ハイツ・中部（中部地方）
関東と近畿の間という理由のみで中部として纏められているため、北陸、甲信越、東海はそれぞれ別々にグループを組んでいることが多い。

#### 北陸
富山県
24歳。身長164cm。旧名は「越中」「外山」。
真面目で商売上手。きわめて合理的な理系の考えをする。普段は大人しいが自分の権利を侵害される事を嫌い、怒ると怖い。見た目通りの常識人だが、4巻では煙突について「サンタクロースが入る為に付いている」と勘違いしているなど天然な部分もある。石川のことを「ぼん」と呼び厳しく接しているが、石川自身がのほほんとしているためよく手を焼いている。それ故に石川の頑張りを見ると涙を流して喜ぶ事もある。黒百合伝説がトラウマとなっているため、クロユリが大の苦手である。普段は倹約家だがお金をかけるところはかける。逆に日常にお金を遣う京都とはお互いに金遣いが荒いと思っている。また、だらけた格好を石川や岐阜、福井、滋賀などの近所以外に見られるのを嫌がっている。昆布を目隠しのための武器に使う。特技は南京玉簾。
石川県
14歳。身長153cm。旧名は「加賀」「能登」「前田」。
教養を身につける事に積極的な伝統と調和を重んじるタイプ。北陸内では自分が一番と思っており、富山や福井は自分のものだと思ったり、故に時折富山・福井（旧越前国など）を含めた大石川県を復活させようと目論む節も見られる。のほほんとしたお坊ちゃまのボンボンタイプ。雪国としての自覚が乏しく（信号機や鉄道運行等）、富山によく叱られる。新潟を一方的にライバル視（政令指定都市的に）している。服装は初期はカジュアル姿である事が多かったが、現在は基本的に殿様風の和服姿である。
福井県
19歳。身長161cm。旧名は「越前」「若狭」「北ノ庄」「福居」。
個人主義で負けず嫌い。マニアックでマイペースな一面も持つ。情報には敏感で駆け引きが上手い。発電量の50%以上を近畿に供給しているため、京都も逆らえない数少ないキャラである。先読み能力が高く、意外に商売上手。水羊羹は冬の食べ物だと考えている。北陸より関西に入りたがっている（若狭湾沿いの地域が滋賀県に行きそうだから）。滋賀と北陸のメンバー以外には標準語（敬語）で話す（そうでないと標準語が上手く話せない）。かけている眼鏡は伊達眼鏡で、視力は悪くない。

#### 甲信越
新潟県
18歳。身長167cm。旧名は「越後」「佐渡」。
口下手で照れ屋。意外に世話好きで「手をかけすぎて植物を根腐れさせる」性格。東京のことが好きなため、常に東京を意識している。長野とは言い争いも多いが、観光客が海を求める長野県民ばかりである事をありがたいと思っている等、ある意味良いコンビ。山梨とは400年前からのライバル（上杉謙信と武田信玄）であるが、東京と隣接するという理由で負けた気持ちになる事もある。女子高生でもあり、冬でもスカートが短い。場合により所属する区分けが変わるため、自身でも「所属不明」が特徴と自覚している。基本的に方言で話し、一人称も「オレ」であるが、東京など一部キャラには標準語で話し、一人称も「私」となる。
山梨県
25歳。身長168cm。旧名は「甲斐」。
実利主義のしっかり者で仲間意識が高い。真面目で働き者だが、執念深く自己主張が激しい。ブドウ酒（ワインとは言わない）が大好き。新潟とは400年前からのライバルである。富士山の観光の中心は自分だと思っており「裏富士」と呼ばれるのを嫌がっている。関東勢へはオブザーバー扱いで参加する事も多いが、「ジャニーズに誘われているようで気後れする」という理由で正式な参加を嫌がっている上、仕事以外では何を話していいの分からなくなるほど人見知りする。静岡とは富士山の件で対立したりする事もあるが遊びに来る事も多い。但し「人格が緩む」という理由で長居はしない。「地方病とのたたかい」では主人公（最も多くの罹患者が発生していた）。
長野県
27歳。身長172cm。旧名は「信濃（信州）」。
几帳面で生真面目。道徳にも厳しく、四角四面の性格で物事は全て論理的に考え、いつも真顔で無表情。全てにおいて法律の方が大事だと言う考えを持ち、全ての事柄に理路整然とした態度で臨む。自分にも他人にも厳しい性格。議論（特に哲学思想書などの議論）が好き。同時にお笑いも好きではあるが、お笑い条例を作ろうとする等考えが全てにおいて固い。但し素面で語るより他人を飲みに誘って語る方が好きだったりする。内陸県のため海産物が好きであるが、それ故に海産物が絡むと、新潟の姿に女装してまで海産物を手に入れようとしたり（2016年正月漫画）、2020年の新年会の幹事になった際も一方的に海産物料理を提供する内容を企画するなど暴走状態となる。意外と飲み会の支出が多い（飲酒代が高知の次に多い）。地元の道路状況は「松本走り」主体。北軽井沢や草津、新潟県上越地区の海（自身は「信州の海」と呼んでいる）は自分のものだと思っている節がある。「信州」または「信濃」と呼ばれたがっているが、都道府県単位で「長野」と呼ばれることも理論的に理解し納得している。なお、長野を「信州」と呼んでいるのは作中では地元の県民のみである。

#### 東海
岐阜県
年齢不詳。身長30cm。旧名は「美濃」「飛騨」など。
見た目は淡路よりも小さく人数も多いため非常にわらわらしている。正確な岐阜の数は多すぎる故に不明。兵庫と異なり個々の名称は無くすべて岐阜と呼ばれる。故にカオスなことになっており、2巻および3巻のキャラ紹介でも「『うちトコ』の異色キャラ」と紹介されている。
愛知の上に乗っかっていたり、鹿児島に集っていたりする。過去に何度か合戦の舞台となった経験により人見知りなため、基本的に隣県（特に愛知と三重、長野、富山）と鹿児島以外には懐かない。主に「ぎふー」などと鳴くが、普通に喋る事もある。
性格はとてものんびりしているが観光客への愚痴は凄まじい。富山のブリやイカが好物で、海を見るとテンションが上がる。ものづくりが好きで、職人気質な個体が多い。酒への耐性については、飛騨方面の個体は強く、美濃方面の個体は弱い。頬も美濃方面の個体は柔らかく、飛騨方面の個体は固い。
静岡県
11歳。身長135cm。旧名は「遠江（遠州）」「駿河」「伊豆」「賤が丘」。
好奇心の塊。新しいことにはすぐ首を突っ込む性格。結構ノンビリ屋で、周囲までもそのペースに巻き込んでしまう。実際の見た目より精神年齢は高く、かなり年寄り臭い部分もある。2人きりの時には年上（精神上では年下）の神奈川を「カナちゃん」と呼ぶほど仲が良く、彼に突っ込む際は「昇竜拳」を使う。箱根は自分のものだと思っている節がある。他都道府県にいる時は茶畑を見ないとホームシックに陥る。愛知や三重ほどではないが、アルコールは苦手。お茶・富士山・徳川家康に関しては他県に譲る気は無いほど強いプライドを持っているが、餃子に関しては栃木と争うほどの情熱は無い。
愛知県
20歳。身長164cm。旧名は「尾張」「三河」。
スーツやつなぎを着こなす作業人で、つなぎ着で人前（特に東京の前）に出る事を嫌っている。普通を自称するものの、自分を「都会」と見栄を張っている。知力を攻撃力に変換する剣「愛知剣（あいちけん）」を持っている。三重とは仲が良く様々な意味で「相方」と言ってもいい関係だが、自分が大好きなものが全て三重産のものであるために、三重に対しては色んな意味で結構小心者。個人的には三重には東海として主張してほしいと願い自身も三重は自分の仲間（いわゆる東海地方）だと主張するが、ある意味では叶わぬ願いとも思っている。経済面に対してはかなりの保守的で、贅沢や冒険はせず、三重から伊勢海老を勧められても「理由も無く贅沢はしない」と安いエビフライで満足してしまう。マネーゲームをとことんまで嫌うが、「実は好き」という台詞もある。「お金とは頭を捻って稼ぐものなどでは決してなく、体で汗して稼ぐもの」が持論であり、それをせずに「頭とタイミングだけで稼ぐ投資家」などは基本的に好きではない。あんこと味噌と海老は遺伝子レベルで好き。アルコールには弱く、日本酒やお屠蘇、ルートビア（ノンアルコール飲料）を一口飲んだだけで酔いつぶれてしまう。地元の道路状況は「名古屋走り」「名古屋止め」主体。トヨタ自動車を積極的に出す。真っ向から熱く語るほどの中日ドラゴンズファンで、中日の監督だった星野仙一が退団し阪神タイガースの監督に就任した際は「中日を裏切ったでよ、二度と名古屋の土は踏ません!!」と激しく非難していた。佐賀とはあんこ繋がりで（名古屋は赤福、佐賀は羊羹）友人関係が築けるかもしれないと思っているが、鳥取に対しては一歩引いた性格である故に過剰に心配している節が見られる。「夢の架け橋」では日米貿易摩擦の部分のみ主人公。

### 近畿かしまし娘（近畿地方）
三重は過去の経緯もあり中部ではなく近畿に入る。

普段京都以外の近畿勢は進んで京都の肩を持つことは少ないが、対関東勢相手（京都VS東京）では団結して京都をかばう。ただし、普段から神戸と丹波は京都と比較的仲が良く、滋賀や奈良はそれほど親密ではないが京都のことをよく理解している。また、和歌山・三重・播磨・但馬・淡路は京都とはあまり関わらない。京都と面と向かって対立するのは大阪位であるが、仲が悪い訳ではなくケンカするほど仲がいい。

また、道州制の際に州都をどこにするかという話題（この時、三重は東海に含まれていた）では、和歌山を除く各府県はそれぞれに都があったことを主張したため決まらなかった。
三重県
16歳。身長158cm。旧名は「伊勢」「伊賀」「志摩」「安濃津（津藩）」。
昼間は（神宮の）巫女、夜は時々忍者（伊賀）。一回の動作で三回の攻撃ないしは防御を可能とする神器のクナイ「三重剣（みえけん）」を持つ。人の善意や霊的な話はすぐ信じるタイプ。見た目に反して諜報能力、運動能力、戦闘能力が高いが犯罪や悪事を嫌い「神様が見ている」から悪い事（法律に触れる事だけではなく一般的に「ズルい」事や「他人を出し抜く行為」や「一定の競争に対して自分に有利に運ぶ策略を用いる事」も含む）はしてはいけないと常々説いている。性格はのんびりと穏やかでナチュラルに我ままな箱入り娘で、一度怒っても「本当に悪い人にはお伊勢さんがバチを当てる」という理由で許すのも早い。酒には（ノンアルコール飲料のルートビアも含めて）非常に弱く、アルコールの匂いを嗅いだだけで二日酔いになってしまう。そのため、秋田から酒をすすめられることがあっても全力で断る。愛知とは公私に渡る相方だが、実際にはお金（経済）だけ(?)の関係と自らを評して近畿を自認し、いざ近畿に何かが起これば実家（近畿）のために行動すると公言する。ただし新潟同様、場合により所属する区分けが変わるため「新潟の次にかわいそうな県」と自称している。
滋賀県
18歳。身長159cm。旧名は「近江（彦根藩）」。
近江商人よろしく、慎重で論理的で数字に強く計算高い。近畿の水瓶である琵琶湖があり、大阪や京都に対しては「水道止めるで」が伝家の宝刀。琵琶湖以外に目立つような場所を指摘することが出来ず、自分のところにある市町村の位置も琵琶湖を中心に東西を判断している。社交的で親切だが、関東勢を単なる利用価値と考えているフシがある等ある意味で腹黒さを持ち、近畿の影のリーダーと言われている。本気で怒ると絶対に復讐する。三重が近畿でないと近畿としての自身の県の位置が微妙であると感じるため、三重が近畿であると確信している。地デジ化で京都テレビ（KBS京都・京都のローカル局）が見られなくなる事を危惧している。うつせみの術（甲賀忍法）が使える。福井とは仲が良く、相談に乗ったり海産物を購入したりと交流が深い。淡路は自分の失われた一部（琵琶湖の部分）かもと思っている。
京都府
年齢不詳。身長155cm。旧名は「京」「山城」「丹後」。
現在でも日本の首都だと主張している。そのため東京を見下すような態度を取り、「はよ天皇はんお返し」「東えびす」と言ったこともある上、近畿が「関西」と呼ばれる事も認めていない。ただし天皇さえ戻ってくれば良いと思っているので、政治機能は特に返して欲しいとは思っていない。日本一空気が読める。国宝・重要文化財を多数持っている巨大観光地であるため、観光客による混雑を避けるために早朝に買い物を済ませている。料理店での対応も常連客に対するサービスの保護の観点から「一見さんはお断り」と言っている。笑顔で毒舌の腹黒タイプだが思いやりがあり面倒見は非常に良い。基本的に常識人だが、大阪と東京には悪ノリして容赦のない悪戯をする。関東勢に対しては、京都にとっては敵ですらない。本気で照れると普段の愛想笑いが消え仏頂面になるため、近畿以外の県（特に関東勢）には誤解されることもある。海外のものでも歴史に培われた文化なら認める。和風美女の見かけに反し、ゲームが好きで得意である（特技が京都市に本社を持つ任天堂のゲームをノーミスで高速クリアする事）。料理オタクでもあり、日本料理と抹茶ラテアートの趣味を持っている。その一方で絵のセンスはあまりないが、これは江戸時代に長崎から依頼された「長崎見聞録」の挿絵を描いた際に説明文のみをヒントに実物を知らずに描いたため奇妙な絵になってしまったことがもととなっている。普段から日常にお金を遣うため、逆に普段は倹約家だがお金をかけるところはかける富山とはお互いに金遣いが荒いと思っている。
他人を呼ぶときは、近畿内の女性キャラは呼び捨て、それ以外は「はん」付けをする。
大阪府
13歳。身長139cm。旧名は「小坂」「大坂」「河内」「和泉」。
お笑い大好き。いつもハリセンを常備している。派手で、いつも虎柄の服を着ている。人懐っこいが照れ屋で、照れ隠しの冗談が通じない福島は特に苦手。京都によく弄ばれている。歳相応のスレンダーな体形で、本人は「うちはまだ発展途上やもん」と言っているが胸がないことをかなり気にしている。いらち（大阪弁で「せっかち」の意）な性格で、故に待ち時間が長いことに加えて医者が口煩く金がかかる病院が嫌いである。本気で怒ると完全無視する。熱狂的な阪神タイガースファンで、地デジ化でサンテレビ（兵庫のローカル局）の野球中継（阪神戦を試合終了まで放送）が見られなくなる事を危惧している。地元の道路状況は「青は進め、黄は急いで進め、赤は気をつけて進め」が主体。近畿を関西とも呼ぶ事は、関東への対抗意識から認めている。
奈良県
12歳。身長137cm。旧名は「大和」。
温厚で気が長く、めったに怒らない（他人に怒ってもらう事が多いが、自身はそれが怒りのツボであるという事を認識していない）。聞き上手でのんびりした性格。穏やかにつつましく暮らすという気風が強い。国宝・重要文化財が多すぎるため、それらに対する感覚が麻痺気味で、文化保護および観光面には疎い。子供の頃に毬をぶつけて倒した仏像が実は国宝だったという事を「よくある事」だと言い、工事の時に遺跡（お地蔵さん以外）を見つければ見なかったことにして工事を強行してしまう。ただし石に当たると「地蔵かもしれない」と祟りを恐れて慎重になる。精神面では京都より大人であり、京都の扱いや奈良公園の鹿の扱いに長けている。京都と2人きりになった際には、時々京都にハグされている。鹿が好きで、鹿入りの料理は苦手である。
和歌山県
15歳。身長154cm。旧名は「紀伊（紀州）」「和歌浦」。
男勝りで豪快、プライドが高いがマイペース。明るく温厚で素直で楽天的だが意外に短気。倹約家。昔、醤油造りを教えたことから千葉を弟だと思っている。徳島とは仲良し。愛媛とはみかんの事で対立したり結束したりする。納豆の消費量が全国最下位で茨城と意見が合わない。作中では愛媛などに「ワカちゃん」と呼ばれる事もある。
兵庫県（兵庫戦隊）
兵庫県は以下の5人で構成されている。淡路を除く3人は、神戸（港）を発展させるために家族（兵庫）として集められた。兵庫代表が神戸なので播磨、但馬、丹波は影が薄い（淡路は徳島との絡みが多いため神戸に次いで目立っている）。
神戸
22歳。身長162cm。旧名は「摂津（摂州）」。
兵庫代表。社交的で人付き合いが良いが、少々ナルシスト。本州四国連絡橋の神戸・鳴門ルートの建設に協力してくれる等自分が喜ぶようなことをしてくれるため、よく徳島を抱きしめる。かつては貧乏で人見知りが激しく線の細い薄幸の美少女だったが、神戸市発展と共に社交的で気の強い金持ちの派手なゴージャス美女に変貌。ツンデレ系だが思いやりと優しさを持っており、さみしがり屋で寂れることを人一倍嫌う。自身の貧乳にかなりコンプレックスを持ち、胸パットを常に装着する。山側を北、海側を南と考えているため、他地域（特に同じ兵庫県内でも但馬）に出ると方向感覚がおかしくなるため、嫌がっている。ケーキ作りが得意。「夢の架け橋」では主人公。
播磨
20歳。身長172cm。旧名は「播州（姫路藩・赤穂藩）」。
やや保守的。豪快で自己主張が強い。神戸たちと家族（兵庫）になった当時は兵庫一の稼ぎ手だったが、収入（税収）はほとんど神戸のために使われた。このため兵庫戦隊のなかで一番神戸に反抗することが多いが、ほとんど返り討ちに遭っている。ただし何かあった際には神戸に頼られることもある。短気な性格で本気で怒ると鎖などの金物（かなもの）を手にするが、基本的に常識人（播州刃物）。地元の道路状況は「播磨道交法」主体。岡山とは（池田氏繋がりのために）仲が良い。播州弁が日本一押しの強い方言として知られている。日本三名城は姫路城・白鷺（しらさぎ）城・白鷺（はくろ）城だと思っている。
丹波
17歳。身長167cm。
内気で辛抱強い。真面目。京都に絶対的な信頼を抱いている。神戸は自分が育てたと自負している。頑固な職人気質で特に豆料理が得意。あらゆる食品に豆を使えば名物になると思っている節がある。基本的に冷静沈着だが、本気で怒ると焼き物（丹波焼）を手にする。
但馬
20歳。身長175cm。
素朴で実直、温厚な性格で、東北人に近い性格だと言われる。鳥取と仲が良く、鳥取に入るべきか兵庫に入るべきか悩んだ事がある。本気で怒ると牛（但馬牛）を連れ出す。蟹で有名であるため、蟹の殻むきが上手である。沖縄へ新年会で訪れた際は、穏やかで明るい気候下だったためか、ハイテンションな性格に変わっていた。
淡路
8歳。身長115cm。
徳島の妹（ただし本人は神話的に日本全国の長姉だと思っている）。見た目のわりには発言が大人っぽく、岐阜と同じく吹き出しを使わずに喋る。徳島との兄妹（姉弟）喧嘩以降、兵庫に預かってもらった結果情が移り、徳島と仲直りした後も兵庫のままである。結構人見知り。兵庫の中でも特に神戸と仲が良く、一緒にいることが多い。特産品である「吹き戻し」をよく口にくわえている。玉葱が名産品で、本気で怒ると淡路産の玉葱をみじん切りにして相手の目をしみさせる。ハロウィン時期には、各都道府県の所にお菓子を貰いに行っている（ただし、お菓子をくれなかった都道府県には男子小学生並みのいたずらををする）。ただし、2016年ハロウィンでは一〇香を渡した長崎に対し、中が空であることをいたずらと勘違いし播州刃物を振るっている。「夢の架け橋」では主要サブキャラとして登場する。

### 中国寄合会（中国地方）
鳥取県
9歳。身長124cm。旧名は「因幡（因州）」「伯耆」。
中国地方の良心。コツコツ働く健気なタイプ。大人しく消極的で気弱で決して自己主張はしない。他の人から一歩引いた人物。見た目に反して精神年齢は結構高い。極度に驚くと頭が割れてウサギ（因幡の白兎）が飛び出す。カレー好き。島根や但馬、沖縄とは仲が良い。一方で愛知には何かと心配されており、千葉からは二十世紀梨繋がりで弟扱いされている。
沖縄へ新年会で訪れた際は、穏やかで明るい気候下だったためか、但馬と同様ハイテンションな性格に変わっていた。
島根県
20歳。身長170cm。旧名は「出雲」「石見」「隠岐」。
中国地方の「影の総帥」。大人しく無口で、穏やかで、勤勉者。ほとんど無表情で、島根の喜怒哀楽が分かるのは岡山以外の中国勢のみである。お人よしで騙されやすい性格で、後で怒り出すタイプだが、実は各都道府県でもトップクラスに怖い存在で、怒ると長い髪がヤマタノオロチのように変化し、広島でも止められなくなる。
得意技は縁結び。他に呪いと祟りも得意だが、常識人のため脅すだけで実行する事はない。よその地域の客には愛想良くするが身内への応対は雑。「受け継いでいく宝」によると、岡山と福岡は客、広島と山口は身内である。国譲りには納得していない。意外と酒豪である（人口当たりの酒屋数が日本一）。「受け継いでいく宝」では主人公。
1巻の初版では全キャラが登場するはずのカバー裏に島根だけがいなかったため、2巻以降は島根がカバー裏にメイン扱いで描かれるのが恒例となっている。
岡山県
18歳。身長170cm。旧名は「備前」「備中」「美作」。
中国地方の（危ない）戦略家。いつもメガネをかけて学生服を着ている（学生服生産量日本一）。人当たりが良く打算的な性格。ポーカーフェイスでソツなく抜け目ないが、センスが微妙で時々やる事が間抜け。表立ってキレる事はないが、執念深いタイプ。広島はライバルだが、広島は特に相手にしていない。また、プロ野球も広島東洋カープではなく阪神タイガースのファンである。いったん暴走すると周囲がヒく程の（的外れな）行動力を見せつけ、香川に大慌てで修正される。香川とは現在において瀬戸大橋や宇高航路などを共有するため兄妹のように仲良しだが、受験関連ではライバルが増加するために仲が悪い。行動力がある上に通勤圏内であり、さらに放送が共有されているため、頻繁に香川まで遊びにやってくる。自県に特定の企業の出店がない事に関しては、香川側に出店されていれば、不便だとは全く感じていない。広島が中国地方のリーダーとしてイニシアチブをとり、これに逆らえないと感じると香川と組んで四国の中に入ろうとしたり、播磨に家出しようとしたりする。基本的に広島と香川、播磨には方言、それ以外には標準語（敬語）で話す（まれに他のキャラにも方言で喋ることもある）。「夢の架け橋」・「受け継いでいく宝」・「地方病とのたたかい」では主要サブキャラとして登場している。
広島県
23歳。身長173cm。旧名は「安芸（芸州）」「備後」。
中国地方の親分。熱血漢だがクール、新し物好きだが保守的で常識人で世話好きの親分肌。熱しやすく冷めやすい性格で、頭が良い割りに後先考えずに行動するタイプ。負けず嫌いで売られた喧嘩は「常に高価買取中」。広島東洋カープの大ファンで、全ての地元局でカープの優勝パレードの中継をしたり、カープの試合終了を駅の業務連絡に取り入れたり、好きな選手が黒田博樹だったりとカープ愛が強い。故にカープの試合が無い冬は元気がなくなる（カープロス）。「お好み焼き=広島のもの」であるため関西風のお好み焼きを否定しており、「広島風お好み焼き」「広島焼き」「モダン焼き」という言葉も認めていない。（実際はネタと割り切って大阪とお互いのお好み焼きを認め合っている）。運転は荒いが上手い。中国地方全体を自分の庭だと思っている（瀬戸内地方や中四国地方も自分の庭だと思う事もある）。故に山口が九州に加わるのは勿論、仲良く接する事も「関西風」が付くものを食べる事も認めていない（福岡が中国地方に加わるのは認めている）。愛媛を気に入り可愛がっているため、愛媛の頼みは断れない。本人は意識していないが方言が怖い上、誤解されやすい。奈良と同様鹿の扱いに慣れているが、鹿入りの料理は、奈良と違い食べられる。岡山同様に「夢の架け橋」・「受け継いでいく宝」・「地方病とのたたかい」では主要サブキャラとして登場している。
山口県
20歳。身長168cm。旧名は「長門（長州）」「周防」。
中国地方の戦闘（実戦）部隊。理屈っぽく議論（特に政治、経済などの議論）好きだが、理屈が通らない怪談話などは苦手である。墓場での肝試しは「墓場ということは供養されている。故に化けて出るはずが無い」と平気。努力家で徹底的なリアリストで「目的のためなら手段を問わない」ある意味自己中心的。理想主義で結束力や組織力は高い。吉田松陰を「松陰先生」と呼ぶなど薩長土肥の一県であることを誇りに持っているため、日本という国の礎になれば自分はどういう扱いでも構わないと考えている。広島や福岡とは仲が良い。ときどき島根に（島根の勘違いで）脅される。自身の県の位置は「福岡の隣」としていたが、広島に怒られてからは「本州の西の端」と表現するようになった。
サイト内収録の「朝敵伊予松山藩征伐日誌」ではサブキャラでありながらも主人公に近いポジションを獲得している。

### 四国四兄弟（四国地方）
兄弟をモチーフとしており、上の兄姉に対しては「姉さん」「兄ちゃ」等と呼ぶ（徳島は香川より年齢が下だが、香川を呼び捨てで呼んでいる）。
愛媛県
17歳。身長156cm。旧名は「伊予（松山藩）」「松山県」「宇和島県」「石鉄県」「神山県」。
四国四兄弟の長女。穏やかでのんびりで、一度決めると人の話もそこそこに突っ走る「伊予の駆け出し」タイプだが、根は楽天的。見た目に反して結構早口でもある。かなりの天然ボケで、自身のミスを挽回しようとして更にドつぼにはまるタイプ。権力者など目上の人に対しては従順に接する真面目さも持ち、超保守的思考。仕事より趣味に生きるタイプで、できれば一生遊んでいたいと考えている。妹（香川）の対抗心に関しては我関せず。むしろ香川の対抗心に便乗し自身の仕事を全て放り出そうとするので、逆に香川が焦ってしまい諌められることもある。
広島が大好きであり、気に入らないことなどがあるとすぐ広島に告げ口する。しまなみ海道を建設したがっていたのも、単に広島ともっと仲良くしたいというのが理由であった。また、西瀬戸繋がりで福岡・大分とも仲が良い。
怒るとみかんの汁で相手の目を攻撃したり自分のところに所在する城（伊予松山城など）を投げつけたりする他、運転時や戦闘時、祭りの時、酔っ払い状態などの時にはかなり危ない別人格になる。地元の道路状況は「伊予の早曲がり」を使うことが多い。みかんがシンボルで同作物栽培専用の園芸ハサミで収穫に最適な「愛媛剣（えひめけん）」（制作は広島）を持つ。みかん品質・生産において日本一の自負を持つが、最近はその両面において和歌山に負け気味なのを非常に気にしている。しかし、半ばあきらめて他の物（みかん以外の柑橘類）を作っていたりもする。オロナインは万能薬だと思っており、実際愛媛が北海道に潰されて冷凍のミカンに退化した際は、オロナインとお湯で元に戻っている。俳句が得意で、標語も全て5・7・5で組んでしまう。
「夢の架け橋」では主要サブキャラとして登場している他、サイト内収録の「朝敵伊予松山藩征伐日誌」では主人公を務めている。
香川県
16歳。身長158cm。旧名は「讃岐」。
四国四兄弟の次女。しっかり者のメガネっ娘（メガネ使用率が全国でも高い）で「着倒れ」と呼ばれる為服装パターンが多い。語尾に「〜ねや」とつける口癖を持つ。表情には出にくいが人懐っこく社交的。自分を四国一と思っているが、愛媛が前述の通りそれを利用して四国一の座を香川に押し付けようとしているためか、現在は本州四国連絡橋の神戸・鳴門ルートが存在する徳島をライバル視している。器用で流行にも敏感で協調性が高い。堅実でお金にはしっかりしている。讃岐うどんが大好きで宇宙一とまで言ってのける。その一方でコシのないうどん（伊勢うどん・博多うどんなど）には驚愕し否定的。またうどん以外の観光もアピールしたがっているが、サッカーのチーム名（カマタマーレ讃岐）やオリーブ牛の肉うどんセットなどで、うどんのイメージを強くしすぎて墓穴を掘っている。毎年水不足に悩み、治水関係の整備（徳島に対して）には余念がない。岡山とは瀬戸大橋や宇高航路、金甲山送信所を通じて通勤・通学・放送の同一圏内であるために共有の文化を持っており仲が良いが、受験関連においてはライバルが増えるために仲が悪い。愛媛および岡山（特に岡山）が暴走した際のツッコミ役&フォロー役。「夢の架け橋」では主要サブキャラとして登場し、「青い目の人形」では物語の締め役を務める。
徳島県
14歳。身長150cm。旧名は「阿波」。
四国四兄弟の長男（第三子）。とことんマイペースで冷静沈着な現実主義者。空気は読めるがあえて読まない。クールであまり協調性を持たない。医師でもあり、「高い薬は効く気がする」という理由でジェネリック医薬品を使っていない。ゲームも得意で、2021年の正月漫画（オンライン格闘ゲーム）で幹事を努めたほか、2023年の正月漫画（人狼ゲーム）ではゲームに関して詳しく解説していた（自身は敗退している）。妹の淡路を返して欲しがっているが、神戸と争うほどの情熱はない。ただし明治時代は力づくで淡路を離れない様にするなどややヤンデレであった（庚午事変、結果的にこれが淡路が神戸に入る原因になった）。和歌山と仲が良いため、表立っては言わないものの密かに「自分は四国ではなく関西」と考えている。本州四国連絡橋の神戸・鳴門ルートの建設に協力する等神戸が喜ぶようなことをするため、神戸によく抱きしめられる。治水に関しては香川と仲が悪く、姉であるにも関わらず呼び捨てで呼んでいる（その他、弟の高知を除くと四国外のキャラはさん付けが基本だが、後述から大分も呼び捨てで呼ぶ）。特産品のすだちを推しており、うどんにもすだちを使うことを香川に勧めたり、サンマにもすだちをかけるため、かぼす派の大分と言い争うことがある（但しレモンはかけないという意見は大分と一致している）。初期作品では阿波踊りの時期には別人格の熱血男となり体形も大きくなるという設定があったが、その後長い間本編では使われていない。阿波踊りを他人に頼まれて踊る事自体についても、恥ずかしいという理由で消極的である。「夢の架け橋」・「おいでよ、よさこい!!」では主要サブキャラとして登場する。
高知県
13歳。身長147cm。旧名は「土佐」「河内」。
四国四兄弟の次男（末っ子）。豪快奔放で天真爛漫で天衣無縫。常識に囚われない風雲児。反権力や反体制の気風が高い偏屈者。短気で頑固者だが、意外と心はナイーブ。当然ながら酒豪。北海道とはよさこい繋がりで、秋田とは酒豪繋がりで友人。長野、山口と同様議論好きであるが、長野が哲学思想書などの議論が好き、山口が政治・経済などの議論が好きなのに対し、ただ議論することが好き。他の姉兄は本州側に親友と言える存在（愛媛は広島。香川は岡山。徳島は和歌山）がいるが、自分にはいないため微妙にさみしがり屋で、あわよくばアメリカと友達になってやると（冗談交じりではあるが）目論んでいる。「夢の架け橋」では高知まで新幹線を通す条件で神戸・鳴門ルートの建設に賛成していたが、岡山・香川の交通の酷さやそれに伴う悲劇を目の当たりにして、岡山・香川ルート整備の急務を痛感し「みんなのために」同ルートへの架橋を決意して徳島に進言し神戸や淡路を説得する。その後、工事がなかなか開始されないことに苛立ちを感じた神戸が明石海峡大橋を鉄道併用橋から道路単独橋にする方針に変更したため、神戸や徳島と一時仲違いした（後に、新幹線は採算がとれないと諦めている）。「おいでよ、よさこい!!」では主人公。

### 九州一族（九州地方）
福岡県
20歳。身長161cm。旧名は「筑前」「筑後」「筑紫」「豊前」。
九州最強の姉御で、面倒見が良い。愛想が良くサービス精神が旺盛で陽気で豪快で目立ちたがり屋。また超短気で、自分の事を悪く言われたり九州の男子勢が怒るのを見るとそれ以上に怒るが、すぐに甘い言葉で謝り許した事を褒める。ソフトバンクホークスのファン。意外と怖がりで時々暴走。しっかりと男を立てる一面もあるが、物の価値に関しては疎い一面もある。山口や愛媛とは仲が良い。巨乳でもある他、香川と並んで服装パターンが多い。ラーメンといえばとんこつラーメンで、それ以外は邪道だと思っている。「ラーメン屋でラーメンと書かれていたのに注文したら豚骨ではなく塩が出てきた」ことを理由にそのラーメン屋に抗議したことがある。他人を呼ぶときは、愛媛を「媛ちゃん」と呼ぶのを除き、全員呼び捨てで呼ぶ。「受け継いでいく宝」・「地方病とのたたかい」では主要サブキャラとして登場する。
佐賀県
22歳。身長170cm。旧名は「肥前」。
几帳面で頑固者。融通が利かないが責任感が強く、倹約と武士道が何より大事。目先の利益に左右されない広い視野をもつが、かなりのネガティブで、自分の県には何も無いと思っている。故に口癖も「自虐じゃなか、単なる事実じゃ」である。長い後ろ髪は有明の干潟（だんだん伸びている）。羊羹が好き。某世論調査によると全国一福岡が好きな県で、漫画のなかでも福岡に好意を寄せている事がしばしばある。『おしん』が連想されるという理由で山形と会うことを嫌がっている。九州勢をまとめる際は「賛成してくれなければ鳥栖ジャンクションを封鎖する」と言い、自分の意見を通している。隣県の長崎にはよく悪戯されているが、佐賀自身は「心配してくれている」などと良い方に解釈している。明治時代の一時期に山口の意向で長崎と一緒に同居させられた。「地方病とのたたかい」では主要サブキャラとして登場する。
長崎県
25歳。身長170cm。旧名は「壱岐」「対馬」「肥前」。
過去日本唯一の貿易港であった為、ソツなく友好的でおっとり楽天家。佐賀に対しては冷たく接したり悪戯したりしているが、嫌っている訳ではない。平地に対するコンプレックスを持つ坂の町なので自転車には乗れず、タクシーに日本一お金を遣う。お墓参りでは、花火と爆竹が通常。普段は暴走気味のキャラが多い九州勢で唯一の常識人として何事にも大人の対応が出来るが、自分や他の九州の県（特に福岡や佐賀）がバカにされたり被害を被ったりすれば「売られた喧嘩は正々堂々買う」という九州男児らしい血気盛んな一面もある。
熊本県
25歳。身長170cm。旧名は「肥後」「隈本」。
曲がったことが大嫌いな頑固者。比べるまでもなく「熊本城は日本一」。福岡をライバル視している。強情で短気で頑固者で偏屈で口下手、他人の説得が出来ず、自分も他人からの説得に耳をかさない。意外に女好きだが、女に好かれる為にお世辞を言おうとは思っていない。納豆消費量の低い西日本としては珍しく一番好んで食べる習慣がある（納豆の消費金額が熊本市が全国20位かつ西日本トップであった）。
大分県
19歳。身長167cm。旧名は「豊後」「碩田」。
かなりの面倒臭がり屋で、「よだきい（めんどくさい）」が口癖。面倒を避ける為に努力する。短気で郷土意識が薄く個人主義で、いつも一人で行動している。自分は九州の一員だという意識も薄い。その一方で付き合い上手で観光客慣れしているという一面もある。鶏肉が好きで、鶏肉生産日本一の隣県・宮崎とは仲良くしたいと思っている。サンマにかけるものはかぼすのため、すだち派の徳島と言い争うことがある（但しレモンはかけないという意見は徳島と一致している）。
犬っぽい県民性の多い九州勢で唯一猫っぽい県民性であるため、作者も大分のキャラを猫っぽいイメージで描いている。
宮崎県
18歳。身長166cm。旧名は「日向」。
人懐っこくお人よしで裏表が無いが諦めが早い性格。意外に上下関係に厳しい面もある。頼りないところもあり、大ボケ体質。日向時間で行動しているため、約束に遅刻する事も多い。鹿児島とは上司部下の関係で、一時鹿児島と暮らした時に西南戦争に巻き込まれた。九州一の大酒飲み。鶏肉の関係から、一番大分の扱いに慣れていると言える。「いもがらぼくと」と呼ばれる様に九州唯一の草食系男子であるが、「倍返しは当たり前」など九州男児らしい武闘派な一面も持ち合わせている。また、熊本と同様女好きでもあるが熊本と違いデリカシーの無さが目立つ。自身の民放局が2局しか無い（MRTとUMKのみ）故に放送エリアでの「一部地域を除く」における「一部地域」扱いされることを嘆いているが、番組編成（月9ドラマが月曜以外に放送されることなど）自体は気にしていない。
鹿児島県
28歳。身長169cm。旧名は「薩摩」「大隅」。
体育会系で、上下関係に厳しい。熱血漢で全力至上主義。直感に行動するタイプだが、状況判断はかなり優れている。理論的で論理的で勉強熱心で新し物好き。しかし、長野、山口、高知とは違って議論を嫌い黙って行動あるのみを美学としている。仕事に対しては生真面目だが、それ以外は意外にノンビリ屋。恐ろしく強いが、寒さには弱く足も遅い（歩く速度が全国最下位）。宮崎と沖縄を身内、それ以外の他県を外国だと思っている。イモといえはカライモ（サツマイモ）で、芋焼酎県と自称するほど強いプライドを持っているが、茨城と同様埼玉がサツマイモ県と自称することは認めている。桜島を誇りに思っており、その火山灰を長い間見ないとホームシックになる。熊本と同じく、納豆を好んで食べる習慣がある。

### 沖縄
沖縄県
9歳。身長120cm。旧名は「琉球」「琉球王国」。
柔軟性に富み明るく前向き。おっとり穏やかで「なんくるないさー（なんとかなるさ）」のテーゲー主義、意外に人見知りが激しい。亜熱帯のせいか歩く事が少なく、運動や泳ぎは苦手。のんびりしている割には意外とせっかちな部分もあり、怒った時や子守唄を歌う時などには、意味が過激な方言を使うことがある。花札や麻雀、パチンコなどの博打が好きだが公営ギャンブルは難儀だという理由でしない。シーサーを従えている。当然寒がりだが雪に強い憧れを抱いており、北海道や鳥取とは仲が良い。実は空手を嗜んでいるらしく、その実力は鹿児島ともやり合えるほど。

## 都道府県の県民性
各都道府県の県民性は、県外からのイメージを元にしたステレオタイプに強調されている。県内からの声は身びいきや身近過ぎる故の見落としが出るという理由による。
- 岐阜・兵庫を除いた45都道府県では一県を一人に集約しているため、同県内で地域による差異が強いケース等は割愛されている。また岐阜に関しては、複数の人数に分かれてはいるが兵庫のように人数や地域がはっきり決められている訳ではない。
- 作者自身が収集した不明確な情報も多い為、内容によっては事実や解釈が間違っていたり（特に北陸地方など雪国の地域に多く見られる[79]）、情報が誇張されていたり、イメージだけをネタにされていたり[80]する事がある[81]。
- 作者は常にサイトのメールフォームで情報を募っているが、正確さより好みを優先するケースが見られる（例えば、福島弁では「～だべ」を「～だばい」と言うのが特徴であるが、九州弁の「～ばい」と紛らわしいため、うちのトコ内に出てくる福島弁では一貫して「～だばい」が使われていない）[82]。
- 各県の擬人化が進むあまり、自作のキャラとして立ってしまい、本来の県民性と無関係の性質が強調されるケースも見られる（福島と大阪が意思の疎通ができず仲良くなれない、神奈川がやたら他人を褒める等）。

## うちトコ人気キャラ投票
4巻ではシリーズ累計30万部突破を記念して「うちトコ人気キャラ投票」が実施され、結果（上位10名）が5巻にて発表された（結果は後述）。なお、人気投票の締切が4巻の初版から2年後（平成28年12月16日）という関係上、5巻の発売は4巻の発売から約2年6ヶ月後となった。なお、11位～46位は公表されていない。
| 順位 | キャラ（都道府県） | 補足                                                                         |
| ---- | ------------------ | ---------------------------------------------------------------------------- |
| 1位  | 広島               |                                                                              |
| 2位  | 神奈川             | コメントに「カッコいい」「イケメン」等の言葉が一番多かった。                 |
| 3位  | 福岡               |                                                                              |
| 3位  | 佐賀               |                                                                              |
| 5位  | 京都               | コメントに「腹黒い」「怖い」「プライドが高い」という言葉が多かった。         |
| 5位  | 高知               | 1巻で見せ場があったのと歴史ネタが強いため、上位に入った。                    |
| 7位  | 岐阜               | ファンレターや作者サイトへのコメントを見ても人気があると、愛知が語っている。 |
| 8位  | 島根               |                                                                              |
| 9位  | 山形               |                                                                              |
| 9位  | 愛媛               |                                                                              |

なお、宮城は唯一得票数が0票（47位）だった。作者のもぐらもこの件を疑問に思い、集計を行った編集担当が間違えたのではと考え10位以内と共に公表したのだが、最終的に間違いは確認されなかった。

## 見とこ、行っとこ、トコトコシリーズ
作者による旅エッセイで、シリーズの案内役として『うちのトコでは』本編で登場したキャラクターが登場する。いずれもJTBパブリッシングより発行されている。
見とこ、行っとこ、トコトコ関西
関西の旅エッセイ。大阪・京都・神戸がテーマとなっているため、関西（近畿）でも大阪・京都・神戸の3人以外（奈良・滋賀・和歌山・三重・播磨・丹波・但馬・淡路）は登場しない。また、この書に限り京都は「どす」という方言を使用しない（但し初版ではチェック漏れで2箇所「どす」が使用されている）。
見とこ、行っとこ、トコトコ四国
四国の旅エッセイ。四国がテーマとなっているため、四国四兄弟（愛媛・香川・徳島・高知）のみが登場する。
見とこ、行っとこ、トコトコ東京
東京（一部埼玉）の旅エッセイ。全編にわたり東京（東京・女東京・江戸）・埼玉と、同行者として高知、ほか、東京紹介の箇所では首都圏などの各県が登場する。なお、前作（トコトコ四国）の発売のお知らせの際に描かれた漫画は、「本書籍のフォローのため次は東京にする」という内容であったが、皮肉にもその1年後に実現する結果となった。
見とこ、行っとこ、トコトコ東海
東海の旅エッセイ、東海がテーマとなっており、愛知、岐阜、静岡の3人が登場する。なお、ゲストキャラ扱いで東京、高知、千葉が登場する一方、同じ東海でも三重は登場しない。

## あるある兵庫五国
兵庫五国連邦（U5H）にて掲載されている漫画作品。兵庫戦隊の5人のみが登場する。ただし、例外的に近畿地方の面々や鹿児島が登場したことがある。2021年3月に書籍化（後述）。

## その他
本作に登場するキャラは、上記以外にももぐらが描いた各作品（『県民ごはん、作ってみました!』等）で登場することがある。

## 単行本

### うちのトコでは
全て飛鳥新社から発行。2019年6月現在計6巻が刊行されている。
| タイトル        | 発行年月日     | サイト『四国四兄弟』からの収録                                                           | 長編・中編漫画                                 | 総ページ数 | ISBN                   |
| --------------- | -------------- | ---------------------------------------------------------------------------------------- | ---------------------------------------------- | ---------- | ---------------------- |
| うちのトコでは  | 2010年1月23日  | 1〜59 上記以外の初期作品 長編「夢の架け橋」など                                          | 夢の架け橋                                     | 288        | ISBN 978-4-87-031985-1 |
| うちのトコでは2 | 2011年2月26日  | 60〜88                                                                                   | おいでよ、よさこい!!                           | 240        | ISBN 978-4-86-410060-1 |
| うちのトコでは3 | 2013年2月16日  | 89〜126 「過去の季節モノ」内の2011年ハロウィン漫画                                       | 受け継いでいく宝                               | 280        | ISBN 978-4-86-410228-5 |
| うちのトコでは4 | 2014年12月18日 | 127〜147                                                                                 | 夜空に願いを 地方病とのたたかい                | 272        | ISBN 978-4-86-410385-5 |
| うちのトコでは5 | 2017年6月6日   | 146〜166 「過去の季節モノ」内の2016年ハロウィン漫画 （結末で淡路が玉葱を投げる場面のみ） | 青い目の人形                                   | 264        | ISBN 978-4-86-410551-4 |
| うちのトコでは6 | 2019年6月21日  | 167〜189 「過去の季節モノ」内の2016年ハロウィン漫画（本編）                              | あの金で何を買ったか みんなで"がん"を考えよう! | 320        | ISBN 978-4-86-410608-5 |

#### ハンディ刊など
ハンディ刊とmini 1は1巻、mini2は2巻と内容が同一である。
- うちのトコでは ハンディ刊 2011年4月 ISBN 978-4-86-410062-5
- うちのトコでは mini 1 2013年7月24日 ISBN 978-4-86410-255-1
- うちのトコでは mini 2 2013年7月24日 ISBN 978-4-86410-257-5

### 見とこ、行っとこ、トコトコシリーズ
全てJTBパブリッシングから発行。
- 見とこ、行っとこ、トコトコ関西 2011年7月29日 ISBN 978-4-53-308270-2
- 見とこ、行っとこ、トコトコ四国 2012年3月21日 ISBN 978-4-53-308619-9
- 見とこ、行っとこ、トコトコ東京 2013年3月21日 ISBN 978-4-53-309048-6
- 見とこ、行っとこ、トコトコ東海 2014年3月25日 ISBN 978-4-53-309634-1

### あるある兵庫五国
ぴあより発行。2021年3月2日 ISBN 978-4-83-564604-6